# Chaerephon aloysiisabaudiae
Chaerephon aloysiisabaudiae es una especie de murciélago de la familia Molossidae.

## Distribución geográfica
Se encuentra en Costa de Marfil, Ghana Camerún Gabón República Democrática del Congo, República Centroafricana, Sudán y Uganda.